# Torre (Amares)
Torre é uma povoação portuguesa do Município de Amares que foi sede da extinta Freguesia de Torre, freguesia que tinha 1,58 km² de área e 458 habitantes (2011), e, por isso, uma densidade populacional de 289,9 hab/km².
A Freguesia de Torre foi extinta (agregada) em 2013, no âmbito de uma reforma administrativa nacional, tendo sido agregada à freguesia de Portela, para formar uma nova freguesia denominada União das Freguesias de Torre e Portela.

## População
| População da freguesia de Torre (1864 – 2011) | População da freguesia de Torre (1864 – 2011) | População da freguesia de Torre (1864 – 2011) | População da freguesia de Torre (1864 – 2011) | População da freguesia de Torre (1864 – 2011) | População da freguesia de Torre (1864 – 2011) | População da freguesia de Torre (1864 – 2011) | População da freguesia de Torre (1864 – 2011) | População da freguesia de Torre (1864 – 2011) | População da freguesia de Torre (1864 – 2011) | População da freguesia de Torre (1864 – 2011) | População da freguesia de Torre (1864 – 2011) | População da freguesia de Torre (1864 – 2011) | População da freguesia de Torre (1864 – 2011) | População da freguesia de Torre (1864 – 2011) |
| --------------------------------------------- | --------------------------------------------- | --------------------------------------------- | --------------------------------------------- | --------------------------------------------- | --------------------------------------------- | --------------------------------------------- | --------------------------------------------- | --------------------------------------------- | --------------------------------------------- | --------------------------------------------- | --------------------------------------------- | --------------------------------------------- | --------------------------------------------- | --------------------------------------------- |
| 1864                                          | 1878                                          | 1890                                          | 1900                                          | 1911                                          | 1920                                          | 1930                                          | 1940                                          | 1950                                          | 1960                                          | 1970                                          | 1981                                          | 1991                                          | 2001                                          | 2011                                          |
| 313                                           | 283                                           | 270                                           | 273                                           | 285                                           | 312                                           | 291                                           | 325                                           | 367                                           | 371                                           | 321                                           | 382                                           | 340                                           | 402                                           | 458                                           |

## Historia
Torre integrava o concelho de Entre Homem e Cávado, extinto em 31 de Dezembro de 1853, data em que passou para o concelho de Amares.

## Localização
Dista 15 km da cidade de Braga, e 7 da sede do município, bem como do vizinho município de Vila Verde.

## Colectividades
- Associação Cultural Recreativa "Os Bairristas da Torre"